# Região Geográfica Intermediária de Dourados
A Região Geográfica Intermediária de Dourados é uma das três regiões intermediárias do estado brasileiro de Mato Grosso do Sul e uma das 134 regiões intermediárias do Brasil, criadas pelo Instituto Brasileiro de Geografia e Estatística (IBGE) em 2017. É composta por 34 municípios, distribuídos em cinco regiões geográficas imediatas.
Sua população total estimada pelo Instituto Brasileiro de Geografia e Estatística (IBGE) para 1º de julho de 2018 é de 877 242 habitantes, distribuídos em uma área total de 66 838,897 km².
Dourados é o município mais populoso da região intermediária, com 220 965 habitantes, de acordo com estimativas de 2018 do Instituto Brasileiro de Geografia e Estatística (IBGE).

## Regiões geográficas imediatas
| Região geográfica imediata                       | Municípios | População Estimativa 2018 | Área (km²) |
| ------------------------------------------------ | --- | ------------------------- | ---------- |
| Região Geográfica Imediata de Dourados           | Caarapó Deodápolis Douradina Dourados Fátima do Sul Glória de Dourados Itaporã Jateí Juti Laguna Carapã Maracaju Rio Brilhante Vicentina | 429 334                   | 24 259,841 |
| Região Geográfica Imediata de Naviraí-Mundo Novo | Eldorado Iguatemi Itaquiraí Japorã Mundo Novo Naviraí                                                                                    | 130 470                   | 10 119,073 |
| Região Geográfica Imediata de Nova Andradina     | Anaurilândia Angélica Batayporã Ivinhema Nova Andradina Novo Horizonte do Sul Taquarussu                                                 | 115 105                   | 15 173,116 |
| Região Geográfica Imediata de Ponta Porã         | Antônio João Aral Moreira Ponta Porã | 111 936                   | 8 131,283  |
| Região Geográfica Imediata de Amambai            | Amambai Coronel Sapucaia Paranhos Sete Quedas Tacuru                                                                                     | 90 397                    | 9 155,584  |
| Total                                            | 34 | 877 242                   | 66 838,897 |